# UNICEF Open 2012
UNICEF Open 2012 var en professionel tennisturnering  for kvinder, der blev spillet udendørs på græs. Det var den 23. udgave  af Turnerungen som var en del af WTA Tour 2012 og ATP Tour 2012. Turneringen blev afviklet i  's-Hertogenbosch, Holland, fra 17. juni til den 23. juni, 2012.

## Finalerne

### Herresingle
Uddybende artikel: UNICEF Open 2012 (herresingle)
- David Ferrer vs.  Philipp Petzschner

### Damesingle
Uddybende artikel: UNICEF Open 2012 (damesingle)
- Nadia Petrova vs.  Urszula Radwańska

### Herredouble
Uddybende artikel: UNICEF Open 2012 (herredouble)
- Robert Lindstedt /  Horia Tecău vs.  Juan Sebastián Cabal /  Dmitry Tursunov

### Damedouble
Uddybende artikel: UNICEF Open 2012 (damedouble)
- Sara Errani /  Roberta Vinci vs.  Maria Kirilenko /  Nadia Petrova